# Сан Манго (Салерно)
Сан Манго је насеље у Италији у округу Салерно, региону Кампанија.
Према процени из 2011. у насељу је живело 460 становника. Насеље се налази на надморској висини од 566 м.